# ミス・リリア・コンテスト
ミス・リリア・コンテストとは、1990年3月26日に新宿ルミネホールACTで行われたファルコムフェスティバル'90の企画で、日本ファルコムのパソコンゲーム『イースII』のヒロイン“リリア”のイメージガールを探すコンテスト。ゲームキャラクターのイメージガールを決めるコンテストの先駆けであった。
総勢1873名の中から、当時15歳の杉本理恵がグランプリを獲得し、芸能界デビューを果たした。

## その他
- ゲームキャラクターのイメージガールを決めるコンテストとしては、前年の1989年、日本テレネットが『夢幻戦士ヴァリス』の主人公「麻生優子」のイメージガールを決めるコンテストを開催し、グランプリは宮本裕子、審査員特別賞は穴井夕子が選ばれていた。